# قائمة الولايات الأمريكية حسب صناديق الثروة السيادية
مثل العديد من الدول، أنشأت العديد من الولايات الأمريكية صناديق ثروة سيادية لتمويل خدمات معينة (عادة خدمات التعليم العام) أو لتوفير إيرادات عامة لحكومة الولاية نفسها. وتتضمن هذه المقالة الصناديق المعروفة ومبالغها النقدية.

## الصناديق حسب الأصول
| مرتبة | الولاية         | الصندوق                                                            | الأصول (مليار دولار أمريكي) | الأصل                            |
| ----- | --------------- | ------------------------------------------------------------------ | --------------------------- | -------------------------------- |
| 1     | تكساس           | صندوق تكساس المدرسي الدائم وصندوق الجامعة الدائمة                  | 55٫2 (أغسطس 2016)           | السلع / النفط والغاز             |
| 2     | ألاسكا          | صندوق ألاسكا الدائم                                                | 52٫7 (يونيو 2016)           | نفط                              |
| 3     | نيومكسيكو       | الصناديق الدائمة لمجلس الاستثمار لولاية نيو مكسيكو                 | 20٫2 (يونيو 2016)           | النفط والغاز                     |
| 4     | وايومنغ         | صناديق وايومنغ الدائمة / الوقفية                                   | 12٫6 (مارس 2017)            | المعادن                          |
| 5     | داكوتا الشمالية | صندوق تراث شمال داكوتا                                             | 3٫8 (مارس 2017)             | النفط والغاز                     |
| 6     | ألاباما         | صندوق ألاباما الاستئماني                                           | 2٫5 (يونيو 2016)            | النفط والغاز                     |
| 7     | يوتا            | صندوق المدارس الحكومية                                             | 2٫0 (مارس 2015)             | الأراضي العامة                   |
| 8     | أوريغون         | صندوق مدرسة أوريغون المشتركة                                       | 1٫4 (ديسمبر 2016)           | الأراضي العامة                   |
| 9     | لويزيانا        | الصندوق الاستئماني لجودة التعليم في لويزيانا                       | 1٫3 (يونيو 2016)            | النفط والغاز                     |
| 10    | مونتانا         | الصندوق الاستئماني لضريبة فصل الفحم وصندوق الائتمان للمدارس العامة | 1٫2 (يونيو 2016)            | الوقود الأحفوري / الأراضي العامة |

## روابط خارجية
- معهد صندوق الثروة السيادية